# دلیکون
دلیکون (به لاتین: Dällikon) یک شهر در سوئیس است که در بخش دلزدورف واقع شده‌است.